# Fully Buffered DIMM
Fully Buffered DIMMs (kurz FB-DIMM oder FBDIMM) sind DRAM-Module, bei denen die Speicherchips nicht direkt mit dem Rechner verbunden werden, sondern die ein weiteres Bauteil zur Ansteuerung (Buffer) enthalten. Sie werden als Vorgänger von Registered-Modulen angesehen, welche beide primär für den Server- und Workstation-Bereich eingesetzt werden. Diese Eigenschaft wird auf DDR2- und DDR3-Speichermodulen verwendet. Neben den Speicherchips befindet sich ein Advanced Memory Buffer (AMB) auf der DIMM-Leiterplatte. Dieser Baustein stellt über 24 Leitungspaare, ähnlich wie bei der seriellen PCI-Express-Technologie, eine Verbindung zum Memory Controller her. Die FB-DIMM-Technologie kann maximal acht Module pro Speicherkanal verwalten. 

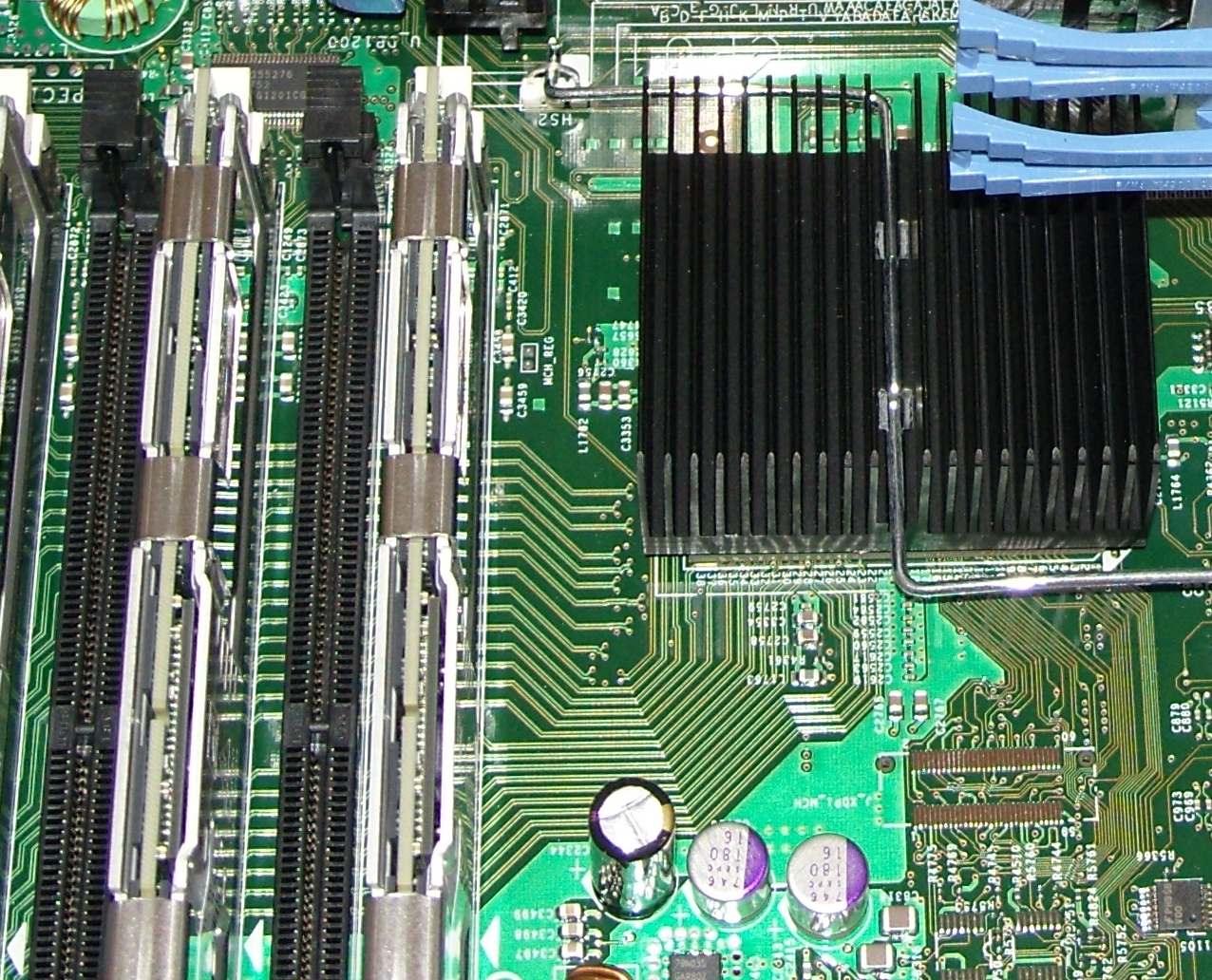
Links FB-DIMM, in der Mitte der Speichermodule der Advanced Memory Buffer, AMB

Die serielle Schnittstellentechnik des AMB ermöglicht eine hohe Performance und Skalierbarkeit. Ein Vorteil gegenüber parallelen Registered-DIMMs ist die Erhöhung der Speicherkapazität um ca. den Faktor 24 und der Speicherbandbreite um ca. das Vierfache. Umfangreiche Datensicherheits-Features runden das Konzept ab. Nachteile sind unter anderem erhöhter Stromverbrauch und Wärmeentwicklung der Module, vornehmlich verursacht durch den AMB. Dazu kommt eine etwas erhöhte Latenzzeit im Vergleich zum herkömmlichen (parallelen) DDR(2)-SDRAM, bedingt durch die Fehlerkorrektur des AMB-Chips.
Eine erhöhte Sicherheit bezüglich der Fehlerrate wird durch diverse Verfahren erreicht. Silent Data Corruption Failure in Time (SDC-FIT-Rate) wird um den Faktor 1000 geringer als die des Gesamtsystems angegeben. ECC und CRC (über Daten und Kommandos) sind altbekannte Standards. Ergänzt durch Transient-Bit-Error-Funktion werden Bitfehler erkannt und Daten erneut transferiert. Die Path-through-path-Logik erhöht die zuverlässige Verfügbarkeit der Daten. Fehlerhafte Datenleitungen werden mittels Bit Lane Fail-Correction erkannt und die Datenleitung wird (durch internes Umleiten der Signalleitung) durch eine funktionierende ersetzt. Der AMB führt ein Error-Register, in dem fehlerhafte Speicherstellen vermerkt werden; sind derer zu viele, informiert die Diagnosesoftware den Systemadministrator.
Durch die Hot-Add-Funktion können während des Betriebs Speichermodule ergänzt werden, ohne dass die Speicherbank erst deaktiviert werden muss. Seit 2006 gibt es erste (Hauptplatinen-)Chipsätze, die eine entsprechende Speicherunterstützung bieten. Dies muss allerdings vom Betriebssystem unterstützt werden, anderenfalls wird der zusätzliche Speicher nicht erkannt bzw. genutzt.
FBDIMMs besitzen einen anderen Sockel als die üblichen DRAM-Module. Die Kodierkerbe ist bei FBRAM um 8 mm rechts von der Modulmitte verschoben. Bei den üblichen DRAM-Modulen sind es nur 4 mm.